# Дорофіївка (Богодухівський район)
Дорофі́ївка — село в Україні, у Валківській міській громаді Богодухівського району Харківської області. Населення становить 52 осіб. До 2020 орган місцевого самоврядування — Сніжківська сільська рада.

## Географія
Село Дорофіївка знаходиться у верхів'ях балки Хранців Яр, за 3-х км від витоків річки Шляхова (притока річки Коломак). На відстані 5 км розташоване село Сніжків. Поруч проходить автомобільна дорога М03 (E40).

## Історія
1761 рік - дата першої згадки села. 
У період Валківського антибільшовицького повстання у селі діяв повстанський штаб Олексія Білецького.
Під час організованого радянською владою Голодомору 1932—1933 років помер щонайменше 91 житель села.
12 червня 2020 року, розпорядженням Кабінету Міністрів України № 725-р «Про визначення адміністративних центрів та затвердження територій територіальних громад Харківської області», увійшло до складу Валківської міської громади.
19 липня 2020 року, в результаті адміністративно-територіальної реформи та ліквідації Валківського району, село увійшло до складу Богодухівського району.

## Населення

### Мова
Розподіл населення за рідною мовою за даними перепису 2001 року:
| Мова       | Кількість | Відсоток |
| ---------- | --------- | -------- |
| українська | 46        | 88.46%   |
| російська  | 6         | 11.54%   |
| Усього     | 52        | 100%     |